# HC Odorheiu Secuiesc
Dernière mise à jour : 2 septembre 2024.
Le HC Odorheiu Secuiesc est un club de handball situé à Odorheiu Secuiesc en Roumanie.
Situé au cœur du Pays sicule, une région où la majorité de la population parle hongrois, le club a été fondé en 2005 sous le nom Junior Kézilabda Club et est couramment abrégé en SzKC en hongrois : Székelyudvarhelyi Kézilabda Club, hongrois : Székelyudvarhely étant le nom de la ville en hongrois.
En janvier 2018, après le décès d'Attila Verestóy (en), fondateur et principal sponsor du club, le club est contraint de déposer le bilan et de quitter le Championnat de Roumanie alors qu’il était troisième au classement (en).

## Palmarès
Compétitions internationales
- Coupe Challenge (C4)
  - Vainqueur (1) : 2015

Compétitions nationales
- Championnat de Roumanie
  - Deuxième (1) : 2011
  - Troisième (2) : 2012, 2013